# Jak rozpętałem drugą wojnę światową
Jak rozpętałem drugą wojnę światową (Com vaig provocar la Segona Guerra Mundial) és un llargmetratge polonès dirigit el 1969 per Tadeusz Chmielewski i estrenat al cinema el 1970. Té un estatus de pel·lícula de culte a Polònia.

## Sinopsi
Després de coincidències còmiques, un soldat polonès, Franciszek Dolas, està convençut de viure l'inici de la Segona Guerra Mundial. En intentar evadir-se a qualsevol preu, acumula problemes. En fer-ho, es troba en diversos fronts de guerra (Iugoslàvia, mar Mediterrani, Pròxim Orient, Itàlia) abans de tornar a Polònia.

## Descripció
Aquesta comèdia de guerra es basa en un conte de Kazimierz Sławiński que porta per títol "Les aventures de Dolas el tirador". El rodatge va tenir lloc a Polònia i l'URSS, incloent Sotxi, Bakú, Poświętne i Łódź, així com Gurzuf, Yalta i Sukhumi Es considera una pel·lícula de culte a Polònia.
La pel·lícula està dividida en tres parts, Część I: Ucieczka (Part I: La fuga), Część II: Za bronią (Part II: Per armes) i Część III: Wśród swoich (Part III: Amb amics).
Produïda originalment en blanc i negre, la pel·lícula va ser acolorida el 2000 per la companyia de Hollywood Dynacs Digital Studios a petició de Studio Filmowe Oko i el canal de televisió Polsat.
En aquesta pel·lícula apareix el nom fictici de "Grzegorz Brzęczyszczykiewicz". Dolas, el personatge principal, dona aquest nom a l'oficial de Gestapo que l'interroga, per enganyar-lo

## Geografia
Mszczonowieścice és un poble polonès imaginari dins la novel·la de Kazimierz Sejda, C.K. Dezerterzy (1937). Ha estat inventat per mostrar les dificultats de pronúncia de la llengua. Mszczonowieścice és a l'ajuntament de Grzmiszczosławice i al districte de Trzcinogrzechotnikowo.